# No-IP
No-IP (Vitalwerks LLC) es un proveedor de servicios de host y dominio. No-IP ofrece servicios DNS, DDNS, correo electrónico, monitoreo de red y certificados SSL. Los servicios de correo electrónico incluyen POP3, SMTP, servicios de copia de seguridad de correo, reflexión y filtrado de correo.

## Historia
No-IP se lanzó en octubre de 2000 y ofrece redireccionamiento de URL y DNS dinámico gratuito. Los usuarios pudieron crear un subdominio en algunos dominios propiedad de No-IP. En mayo de 2000, se formó Vitalwerks Internet Solutions, LLC como empresa matriz de No-IP. En enero de 2001, No-IP comenzó a ofrecer servicios DNS administrados de pago que permitían a los usuarios configurar DNS dinámico utilizando su propio nombre de dominio. Más tarde ese año, comenzaron a ofrecer servicios de correo electrónico. Comenzaron a revender nombres de dominio en 2002 y en 2006 se convirtieron en registradores acreditados por ICANN. Posteriormente, No-IP apareció en MacUser en 2004 y PCMag en 2005.

## Tecnología y servicios
No-IP proporciona servicios DNS dinámicos . Se proporciona uno básico de uso gratuito siempre que el usuario actualice su acceso de vez en cuando, manteniéndolo así activo. Las actualizaciones al DDNS provienen de compras. Las direcciones IP dinámicas son comunes en cuentas residenciales de cable o banda ancha DSL, y los usuarios típicos de DDNS serían los usuarios de este tipo de conexiones a Internet. El servicio permite a los usuarios crear hasta tres nombres de host en un dominio sin IP. Se proporcionan clientes de software para Windows, OS X y Linux, lo que permite que el DDNS se conecte con estos sistemas operativos. Sin embargo, con mayor frecuencia se utilizan enrutadores en configuraciones DDNS de este tipo.
La mayoría de las distribuciones de firmware de código abierto, como OpenWrt y DD-WRT, incluyen DDNS en sus paquetes descargables, pero OpenWrt requiere un paquete adicional específicamente para No-IP.

## Acciones legales y controversia de Microsoft
El 19 de junio de 2014, Microsoft inició una acción legal ex parte contra No-IP, solicitando que se le diera a Microsoft el control de 22 de los nombres de dominio de No-IP. Esto se concedió sin notificar a No-IP el 26 de junio de 2014, y Microsoft comenzó a redirigir el tráfico del dominio a su sumidero. Según No-IP esto afectó tanto a usuarios maliciosos como a no maliciosos, a pesar de la errónea declaración de intenciones de Microsoft en sentido contrario. Los usuarios legítimos del servicio también fueron desviados al sumidero de Microsoft. Sin embargo, la reacción a la confiscación llevó a Microsoft a devolver los dominios a No-IP.